# Jeremiah Horrocks
Jeremiah Horrocks (Toxteth, Liverpool, 1618 — Toxteth, 3 de janeiro de 1641), também chamado Jeremiah Horrox, foi um astrônomo e clérigo inglês que aplicou as leis do movimento planetário de Johannes Kepler à Lua e cujas observações de um trânsito de Vênus (1639) são as únicas registradas desse evento. 

## Vida
Jeremiah Horrocks nasceu em 1618 em Toxteth, Liverpool. Estudou na Universidade de Cambrígia de 1632 a 1635; então se tornou tutor em Toxteth e estudou astronomia em seu tempo livre. Foi ordenado para o tesouro de Hoole, Lancashire, em 1639. O trânsito de Vênus, negligenciado por Johannes Kepler, foi predito por Horrocks e ocorreu no domingo, 24 de novembro, e ele o observou entre os serviços da igreja. Mostrou em outra ocasião que a órbita da Lua é aproximadamente elíptica, criando assim uma base parcial para o trabalho posterior de Isaac Newton. Também estudou as marés e a perturbação mútua de Júpiter e Saturno. Calculou um valor melhorado de 14 minutos à paralaxe solar, uma medida da distância média da Terra em relação ao Sol, e sugeriu corretamente que o Sol tinha efeito perturbador na órbita da Lua.